# Bruckenthalia
Bruckenthalia es un género con una sola especie, Bruckenthalia spiculifolia, de planta de flores perteneciente a la familia Ericaceae. Naturales del sudoeste de Europa y Asia Menor. 
Es un pequeño arbusto perenne con un follaje verde oscuro con las flores acampanadas en racimos terminales.
Está considerado un sinónimo de Erica L.